# Wilthen
Wilthen (em alto sorábio: Wjelećin) é uma cidade da Alemanha localizada no distrito de Bautzen, região administrativa de Dresden, estado da Saxônia.